# کاترینا استفانیدی
کاترینا استفانیدی (Κατερίνα Στεφανίδη؛ زادهٔ ۴ فوریهٔ ۱۹۹۰)، ورزشکار پرش با نیزه اهل یونان است. او در بازی‌های المپیک تابستانی ۲۰۱۶ در ریو دو ژانیروی برزیل، با پرش ۴٫۸۵ متر، مدال طلای را به دست آورد. وی در مسابقات کشوری و بین‌المللی در مجموع برندهٔ ۷ مدال طلا، ۴ مدال نقره، ۴ مدال برنز شده‌است.